# Gerold Otten
Gerold Joachim Otten (* 7. Dezember 1955 in Lübberstedt) ist ein deutscher Politiker (AfD) und seit 2017 Mitglied des Deutschen Bundestages.

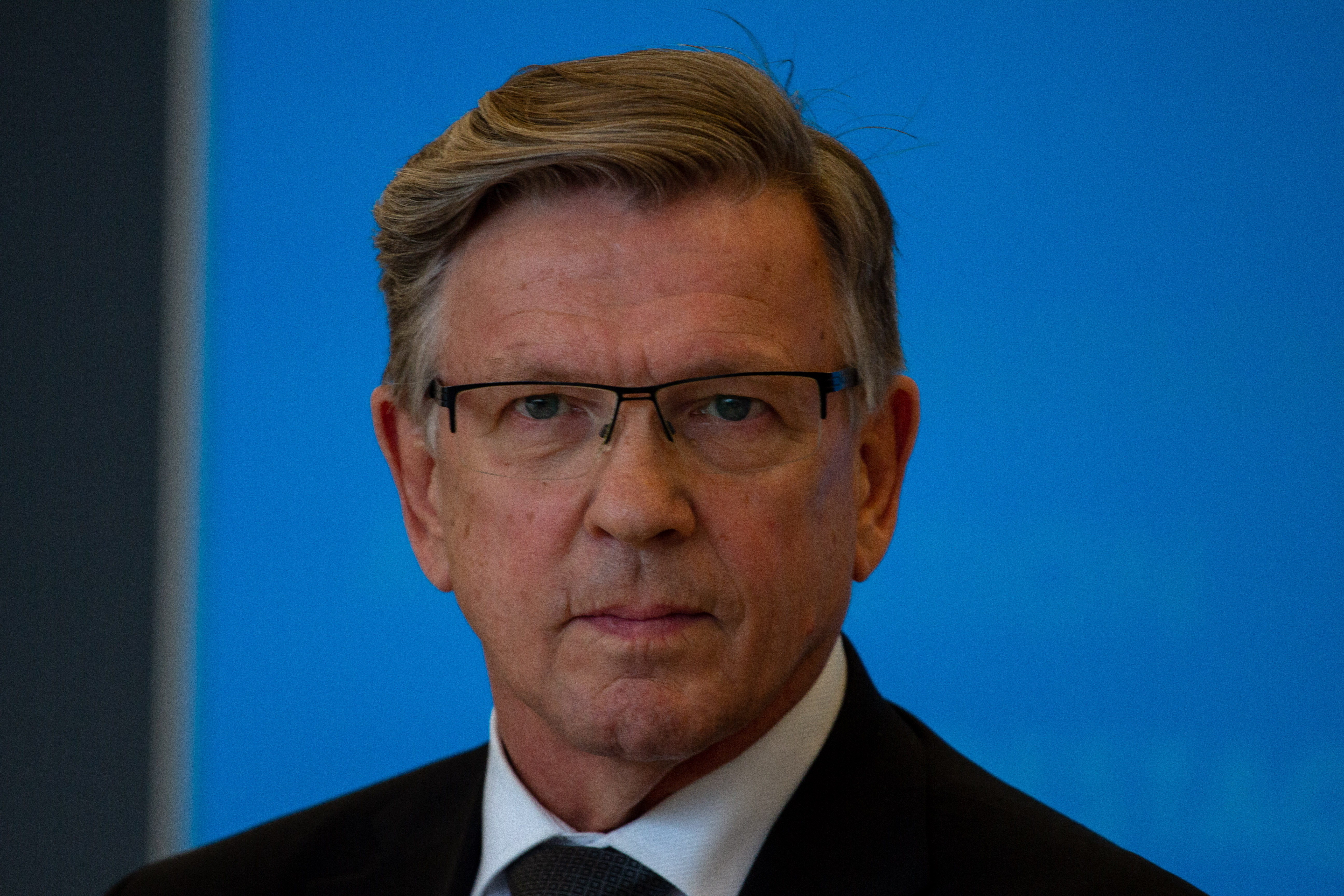
Gerold Otten, 2019

## Leben
Otten wuchs in einem Weiler in der Nähe von Bremen auf, sein Vater war 25 Jahre lang sozialdemokratischer Bürgermeister von Lübberstedt.
Im Juli 1975 trat Otten in die Bundeswehr ein, absolvierte ein Studium der Elektrotechnik und wurde zum Waffensystemoffizier für die Kampfflugzeuge F-4 Phantom und Tornado ausgebildet. Die letzten drei Jahre seiner Laufbahn als Berufsoffizier mit der besonderen Altersgrenze von 41 Jahren (BO 41) diente Otten im Tri-National Tornado Training Establishment auf der RAF Cottesmore als Fluglehrer für deutsche, britische und italienische Tornado-Besatzungen, wonach er im März 1997 im Dienstgrad eines Majors in den Ruhestand versetzt wurde. Otten hat mehr als 2000 Flugstunden mit den Kampfflugzeugen Phantom und Tornado absolviert.
Anschließend arbeitete Otten für den Luft- und Raumfahrtkonzern DASA und war in dessen Nachfolgefirma Airbus Defence and Space zuletzt als Eurofighter-Verkaufsdirektor tätig. Sein höchster Dienstgrad war Oberst der Reserve und er war an der Offizierschule der Luftwaffe in Fürstenfeldbruck eingesetzt.
Otten wohnt in Putzbrunn, ist geschieden und hat einen erwachsenen Sohn.

## Politik
1989 wurde Otten Mitglied der FDP. 2013 trat er der AfD bei und war Mitgründer des Kreisverbandes München-Land. Zur Bundestagswahl 2017 trat Otten als AfD-Direktkandidat im Bundestagswahlkreis München-Land an und zog über den Landeslistenplatz 8 in den 19. Deutschen Bundestag ein.
Im 19. Deutschen Bundestag war Otten ordentliches Mitglied im Gemeinsamen Ausschuss und im Verteidigungsausschuss. Zudem gehörte er als stellvertretendes Mitglied dem Haushaltsausschuss an.
Er sieht seine politischen Schwerpunkte im Bereich Sicherheitspolitik, Terrorismusbekämpfung und Grenzschutz. Weiterhin fordert er, diplomatischen und wirtschaftlichen Druck gegenüber Drittstaaten wie Marokko und Tunesien anzuwenden, falls diese abgelehnte Asylbewerber nicht zurücknehmen.
Laut Otten sei der Anteil des Menschen am Klimawandel wissenschaftlich ungeklärt. Er sieht daher keinen Grund, die Nutzung fossiler Energien einzuschränken.
Bei der 94. (11. April 2019), der 101. (16. Mai 2019) und der 104. Sitzung des 19. Deutschen Bundestages (6. Juni 2019) scheiterte Otten mit seiner Kandidatur für den Posten eines der Bundestags-Vizepräsidenten. Er ist damit der dritte Kandidat seiner Fraktion, der in allen drei Abstimmungen scheiterte.
Am 7. Mai 2020 kandidierte Otten erfolglos für das Amt des Wehrbeauftragten des Deutschen Bundestages.
Bei der Bundestagswahl 2021 zog Otten über die Landesliste in den 20. Deutschen Bundestag ein. Dort war er Mitglied im Unterausschuss Abrüstung, Rüstungskontrolle und Nichtverbreitung (Obmann), Unterausschuss Abrüstung, Rüstungskontrolle und Nichtverbreitung und Verteidigungsausschuss (jeweils ordentliches Mitglied) sowie im Auswärtigen Ausschuss (Stellvertretendes Mitglied).
Darüber hinaus ist Otten Ordentliches Mitglied in der Parlamentarischen Versammlung der NATO (North Atlantic Treaty Organization) und der Interparlamentarische Konferenz für die Gemeinsame Außen- und Sicherheitspolitik und die Gemeinsame Sicherheits- und Verteidigungspolitik der EU. Er ist Stellvertretender Vorsitzender der Deutsch-Indischen Parlamentariergruppe, der Parlamentariergruppe ASEAN sowie der Parlamentariergruppe Südliches Afrika.
Bei der Bundestagswahl 2025 zog Otten über die Landesliste (Platz 9) in den 21. Deutschen Bundestag ein. Im Bundestagswahlkreis München-Land wurde er mit 11,2 Prozent und Vierter. Von seiner Fraktion wurde er für die Wahl zum Stellvertreter der Bundestagspräsidentin nominiert, verfehlte in drei Wahlgängen die dafür erforderliche Mehrheit aber deutlich.
Otten ist Mitglied im Auswärtigen Ausschuss sowie stellvertretend im Verteidigungsausschuss.